# Kot
|  | Aquest article tracta sobre sobre el zamindari de Kot. Si cerqueu pel principat de Kot, vegeu «Ratesh». |

Kot fou un estat tributari protegit del tipus zamindari al districte d'Attock al Panjab (Pakistan) amb una superfície de 228 km² i 27 pobles. Els ghebes un poble que es considera aliat dels sials i els tiwanes, es va mantenir molt de temps de manera quasi independent en aquest territori entre els rius Indus i Sohan reconeixent només una nominal sobirania sikh. El cap gheba, Rai Muhammad, va servir be a Ranjit Singh el 1830 contra Sayyid Ahmad, el fanàtic líder musulmà d'Hazara. El 1848-1849 el seu fill Fateh Khan va donar suport als britànics i va rebre considerable recompensa, amb gran influència a tot el país a l'entorn de Kot. A la mort de Fateh Khan el 1894 (molt vell) el va succeir sardar Muhammad Ali Khan que va morir el 1903 i el va succeir un menor d'edat administrant el territori el consell de Corts (Court of Wards). Els ingressos s'estimaven en 4400 rúpies.